# 주디 비처

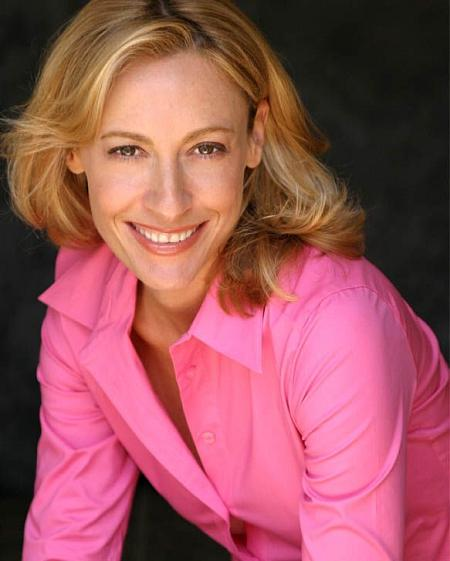

주디 비처(Judi Beecher)는 미국의 배우, 성우, 영화배우이다.
비디오 게임 《헤비 레인》에서 매디슨 페이지(Madison Paige)의 목소리와 얼굴 움직임을 제공하였다.

## 영화
- 테이큰 3 (2015년) - 클레어 역
- 이브 생 로랑 (2014년) - 미국 기자 역
- 번디: 언 아메리칸 아이콘 (2008년)
- 아마겟돈 (1998년)
- 젠틀맨스 벳 (1995년)